# منظمة مجموعة دول التجانس الآسيوي
منظمة مجموعة دول التجانس الآسيوي (بالإنجليزية: Asian Harmonization Working Party)‏ وتُدعى اختصارًا AHWP، هي منظمة عالمية غير ربحية مختصة في مجال المنتجات والأجهزة الطبية، ومواءمة التشريعات واللوائح الفنية الخاصة بها بين الدول الأعضاء، لمساعدة المصانع الدولية في تسويق منتجاتها بين دول العالم من خلال التقارب والتجانس في إجراءات القبول والترخيص والتسجيل، تضم في عضويتها 31 دولة برئاسة المملكة العربية السعودية.

## التأسيس
تأسست منظمة مجموعة دول التجانس الآسيوي تبعا لتأسيس منتدى دول التجانس العالمي لتشريعات الأجهزة والتنظيمات الطبية في 1992م، فكانت الحاجة إلى مزيد من التنسيق بين لوائح الأجهزة الطبية في آسيا وتشكلت مجموعة العمل المعنية بالتنسيق الآسيوي في الفترة بين عامي 1996م و1997 من قبل مجموعة من المتخصصين في الشؤون التنظيمية الطبية في آسيا، فكانت الخطوة الأولى إعداد لوائح الأجهزة الطبية في الدول الأعضاء ثم التنسيق فيما بينها.

## النشاطات والمهام
تتمثل أهداف منظمة مجموعة دول التجانس الآسيوي في دراسة إمكانية التقارب في التشريعات واللوائح والتنظيمات التي تحكم عمل الأجهزة والمنتجات الطبية بين دول الأعضاء، والتنسيق مع منظمات الصحة العالمية (WHO) ودول مجموعة منتدى دول التجانس العالمي لتشريعات الأجهزة والتنظيمات الطبية (IMDRF) وغيرها من المنظمات الدولية، وبالتعاون مع مراقبين مختصين من منظمتي (WHO) و(IMDRF) للعمل في الفرق العلمية والفنية داخل منظمة مجموعة دول مجلس التجانس الآسيوي.

## الدول الأعضاء
| الدول الأعضاء            | الدول الأعضاء  |
| ------------------------ | -------------- |
| كازاخستان                | الصين          |
| الإمارات العربية المتحدة | الهند          |
| كمبوديا                  | إندونيسيا      |
| السعودية                 | الأردن         |
| تشيلي                    | البحرين        |
| ماليزيا                  | كوريا الجنوبية |
| ميانمار                  | باكستان        |
| منغوليا                  | سنغافورة       |
| جنوب إفريقيا             | الكويت         |
| عمان                     | تنزانيا        |
| تايلاند                  | فيتنام         |
| اليمن                    | زيمبابوي       |
| بروناي                   | أستراليا       |
| سويسرا                   | سويسرا         |

## وصلات خارجية
- منظمة التجانس الآسيوي للأجهزة والمنتجات الطبية